# L'Intruse (film, 1930)
Pour les articles homonymes, voir L'Intruse, La Bru et City Girl.
 (septembre 2021).
Si vous disposez d'ouvrages ou d'articles de référence ou si vous connaissez des sites web de qualité traitant du thème abordé ici, merci de compléter l'article en donnant les références utiles à sa vérifiabilité et en les liant à la section « Notes et références ».
Pour plus de détails, voir Fiche technique et Distribution.
L'Intruse  (City Girl) - aussi connu sous le titre La Bru - est un film américain réalisé par Friedrich Wilhelm Murnau, sorti en 1930.
Le réalisateur souhaitait intituler le film Our Daily Bread (« Notre pain quotidien »).

## Synopsis

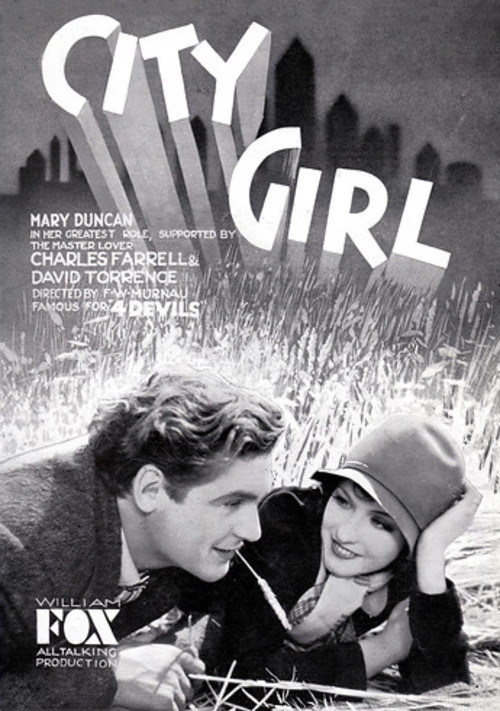
Affiche du film.

Un jeune paysan (Charles Farrell), dominé par son père autoritaire, doit se rendre en ville pour vendre du blé, mais revient avec une jeune épouse (Mary Duncan).
Celle-ci voulait fuir l'ambiance de la ville, mais elle se heurte vite à la méfiance que le patriarche manifeste à son égard, tout en découvrant la fragilité et la faiblesse de son mari, qu'elle tente de faire sortir de sa coquille. Elle devient l'enjeu d'une lutte entre les deux hommes, tout en devant repousser les avances des employés de son beau-père. Le tout se déroule au milieu de champs de blé envahis par le vent et les passions humaines.

## Fiche technique
- Titre original : City Girl
- Titre français : L'Intruse ou La Bru
- Réalisation : Friedrich Wilhelm Murnau
- Scénario : Marion Orth, Berthold Viertel d'après la pièce d'Elliott Lester
- Photographie : Ernest Palmer
- Musique : Arthur Kay
- Costumes : Sophie Wachner
- Producteur : William Fox
- Société de production : Fox Film Corporation
- Format : Noir et blanc - 1,33:1 - Muet
- Durée :  77 minutes
- Dates de sortie :
  - États-Unis 16 février 1930
  - France : 8 août 1930

## Distribution
- Charles Farrell : Lem Tustine
- Mary Duncan : Kate
- David Torrence : le père de Lem
- Edith Yorke : la mère de Lem
- Anne Shirley : Marie Tustine
- Tom McGuire : Matey
- Richard Alexander : Mac
- Guinn Williams : Moissonneur
- Ivan Linow : Chauffeur de taxi
- Ed Brady : Moissonneur

## Autour du film
- Réalisé en 1929, mais sorti en 1930, L'Intruse est l'avant-dernier film de Murnau. La sortie retardée du film est due à un certain nombre de facteurs, qui ont également poussé le metteur en scène à quitter les studios de la Fox, avec lesquels il était en contrat depuis 1927, et à fuir Hollywood. En 1929, Murnau n'est plus en odeur de sainteté après l'accueil plutôt réservé du public envers son film L'Aurore de 1927.
- William Fox va progressivement accentuer son implication dans les films de Murnau, étant très présent aux côtés de ce dernier lors du tournage des Quatre Diables ; de plus, les prétentions de Murnau, qui avait l'intention de renouer avec ses drames paysans de 1922/1923 (Terre qui flambe ou le film perdu Die Austreibung) et souhaitait tourner un drame lyrique autour de l'importance du blé, qu'il aurait appelé Our Daily Bread, ne sont pas à l'ordre du jour. Désormais le cinéma parle, et les films se tournent plus facilement en studio ou en intérieurs. Sous surveillance, Murnau tourne malgré tout son film, rebaptisé City Girl, avec les deux acteurs principaux d'un autre film Fox de l'époque (La Femme au corbeau, 1928, sorti en 1929), dont le studio s'attend à ce que le public souhaite les revoir ensemble.

## Analyse
Proche de L'Aurore mais aussi du cycle de grands films lyriques de Frank Borzage, tant par la distribution et la cinématographie (Ernest Palmer est l'un des grands chef-opérateurs de la Fox de l'époque, et a participé à L'Heure suprême, L'Ange de la rue et La Femme au corbeau, tous de Borzage) que par le souffle lyrique et le symbolisme, L'Intruse, malgré ses qualités, souffre d'apparaître à l'époque ou tout ce qui vient du muet était mal vu, moqué, et probablement de la déception du public devant les deux précédents films du metteur en scène. De plus, il est trop dramatique pour un public alors avide de divertissement léger (les comédies musicales font plus facilement passer la Grande Dépression) que de symbolisme paysan ; de plus, le public préférait voir Charles Farrell en duo avec sa partenaire d'élection, Janet Gaynor.
À l'instar des grands drames allemands de Murnau, le film est marqué par le parallèle entre une situation conflictuelle et un enjeu amoureux, celui-ci étant plus marqué que dans Terre qui flambe ou Phantom. Murnau rééquilibre le parallèle, peut-être pour satisfaire aux exigences de la production, ou encore pour profiter de la complicité entre ses deux acteurs. Face à eux, on peut remarquer Guinn Williams, un acteur qui joue souvent les grandes brutes dans les films Fox de l'époque (L'Isolé). Le reste de la distribution est surtout formé d'acteurs peu connus et est dominé par David Torrence dans le rôle du père de Charles Farrell.
Lorsqu'il achève le tournage, Murnau se voit déposséder de sa version, Fox souhaitant y ajouter des séquences parlantes, une démarche à laquelle Murnau se refusait. Il sort en 1930, en deux versions : la version remaniée, parlante, fut désavouée par l'auteur, alors que la version muette était diffusée en parallèle pour toutes les salles pas encore équipées pour la projection de films sonores.
À la suite du conflit autour de ce film, Murnau quitte Hollywood pour Tahiti, où il tournera Tabou.